# 鶴田馨
鶴田 馨（つるた かおる、1995年6月28日 - ）は、ジャパンラグビーリーグワンレッドハリケーンズ大阪に所属するラグビー選手。

## プロフィール
- 福岡県出身[1]。
- ポジションはセンター(CTB)。
- 身長 178 cm、体重 85 kg
- ニックネームはつる・かおる。
- 7人制ユース日本代表に選ばれたことがある[2]。

## 略歴
つくしヤングラガーズでラグビーを始めた。
2014年、筑紫高校卒業後、明治大学に入る。
2018年、明治大学卒業後、NTTドコモレッドハリケーンズ(現・レッドハリケーンズ大阪)に加入。同年9月29日にジャパンラグビートップチャレンジリーグ1stステージ第3節マツダブルーズーマーズ戦に途中出場で公式戦初出場を果たす。